# Reinhard Mrosk
Reinhard Mrosk (* 7. März 1955 in Cottbus; verschiedene Pseudonyme, u. a. Reinhard Burger) ist ein deutscher Schriftsteller.

## Leben
Reinhard Mrosk ist gelernter Kfz-Schlosser und hat in verschiedenen Berufen gearbeitet, auch im Ausland. Er war am Bau einer Gaspipeline beteiligt, später übernahm er selbstständige Tätigkeiten im Mineralölhandel und als Unternehmensberater. Seit 2009 ist er freier Autor.
Reinhard Mrosk erhielt 1990 für den unter dem Pseudonym Reinhard Burger veröffentlichten Roman Der Wind und die Sterne den Peter-Härtling-Preis der Stadt Weinheim. Übersetzungen dieses Buches sind in Frankreich, Spanien und in den Niederlanden erschienen. Weil zwischenzeitlich ein gleichnamiger Wissenschaftler öffentlich bekannt geworden war, legte er das Pseudonym Reinhard Burger ab und verfasste unter einem anderen bzw. als Ghostwriter mehrere Bücher, darunter Kriminalromane. Ab 2004 veröffentlicht er auch unter seinem bürgerlichen Namen. Nach Auswertung einer Sammlung bislang unbekannter Aufzeichnungen aus dem Nachlass des 1823 verstorbenen Schriftstellers Jonas Ludwig von Heß gab er 2013 (erstmals seit 200 Jahren) dessen Hauptwerk Hamburg – topographisch, historisch und politisch beschrieben unter dem Titel Hamburg – Beschreibung einer Stadt heraus, neu bearbeitet und umfangreich erweitert. Zeitgleich beendete er die Rekonstruktion eines zweibändigen Werkes über die Geschichte Norddeutschlands, das Heß 1810 angekündigt, aber nie fertiggestellt hatte sowie die Vervollständigung der Heßʼschen Reiseberichte mit von diesem hinterlassenem Material.

## Werke
- Der Wind und die Sterne, Weinheim 1991 (unter dem Pseudonym Reinhard Burger).
- Theodoras Schleier, Rostock 2004.
- Julius Klein und das Auge der Götter, Rostock 2005.
- Ein unbekannter Soldat – ein Märchen und drei Geschichten, Rostock 2005.
- Der Wind und die Sterne, Rostock 2005 (Neuausgabe).
- Frühling in Sibirien, Kolkwitz 2009.
- Nelsons elfte Reise, Kolkwitz 2009.
- Fünf Jahre unter Kannibalen, Kolkwitz 2009.
- Der Dunkelgraf und der Schatten einer Frau, Kolkwitz 2013.
- J. L. von Heß, Hamburg – Beschreibung einer Stadt, Kolkwitz 2013 (Bearbeitung).